# Patrick Müller (wielrenner)
Patrick Emanuel Müller (18 april 1996) is een Zwitsers voormalig wegwielrenner die laatstelijk voor de Vital Concept-B&B Hotels geheten wielerploeg uitkwam.

## Carrière
In 2016 won Müller de Giro del Belvedere door in de sprint met twaalf Nicola Bagioli en Josip Rumac achter zich te laten.

## Overwinningen
2012
 Zwitsers kampioen op de weg, Nieuwelingen
2013
3e etappe Tour du Pays de Vaud
 Zwitsers kampioen op de weg, Junioren
2014
4e etappe Tour du Pays de Vaud
Puntenklassement Tour du Pays de Vaud
 Zwitsers kampioen op de weg, Junioren
2015
 Zwitsers kampioen op de weg, Beloften
2016
Giro del Belvedere
1e etappe (ploegentijdrit) Ronde van de Aostavallei
2017
Brussel-Opwijk
2019
Volta Limburg Classic
Jongerenklassement Ronde van de Sarthe

## Resultaten in voornaamste wedstrijden
|      | \| Jaar \| Ronde van Vlaanderen \| Amstel Gold Race \| Luik-Bast.‑Luik \| Ronde van Lombardije \| Waalse Pijl \| Parijs-Tours \| \| ---- \| -------------------- \| ---------------- \| --------------- \| -------------------- \| ----------- \| ------------ \| \| 2018 \| 71e \| opgave \| \| \| opgave \| 37e \| \| 2019 \| \| 50e \| opgave \| 96e \| \| \| |                  |                 |                      |             |              |
| Jaar | Ronde van Vlaanderen | Amstel Gold Race | Luik-Bast.‑Luik | Ronde van Lombardije | Waalse Pijl | Parijs-Tours |
| 2018 | 71e | opgave           |                 |                      | opgave      | 37e          |
| 2019 | | 50e              | opgave          | 96e                  |             |              |

## Ploegen
2017 –  BMC Racing Team (stagiair vanaf 1 augustus)
2018 –  Vital Concept Cycling Club
2019 –  Vital Concept-B&B Hotels (tot 12 oktober)
Bohli · Bookwalter · Caruso · De Marchi · Dennis · Dillier · Drucker · Elmiger · Frankiny · Gerts · Hermans · Küng · Moinard · Oss · Porte · Quinziato · Roche · Rosskopf · Sánchez · Schär · Scotson · Senni · Teuns · Van Avermaet  · van Garderen · Van Hooydonck · Ventoso · Vliegen · Wyss · Müller (stagiair) · Welten (stagiair)
Bagot · Boeckmans · Coquard · Corbel · Courteille · De Backer · Ermenault · Fournier · Garel · Lammertink · Le Bon · Lecroq · Manzin · Morice · Mottier · Müller · Pacher · Reza · Turgis · Van Genechten